# Реіндустріалізація
Реіндустріаліза́ція — перехід від ранньоіндустріальної та індустріальної бази виробництва до його нових технологічних заснов, перехід виробництва на прогресивніший шлях розвитку (прогресивні («високі») технології, інформатика, біотехнології, нові матеріали і джерела енергії, приводу тощо).
Реіндустралізація у промислово розвинутих країнах бере свій початок з середини 1970-х років. Так у Японії вона здійснювалася у 1970—1980-х роках на основі впровадження мікроелектроніки, робототехніки, біоіндустрії, космічної техніки. Економіка стала розвиватися за рахунок новітніх наукових галузей. Для цього уряд Японії створив умови для розвитку власних НДДКР і значних закупок іноземних патентів і ліцензій. Завдяки цьому Японія стала світовим лідером у розвитку галузей, що пов'язані з електронікою та інформатикою, з оптикою та оптоелектронікою, лазерною технікою та виробництвом новітніх сучасних матеріалів.